# Bargfeld (Celle)
Bargfeld is een klein dorp in de Duitse deelstaat Nedersaksen, behorend bij de gemeente Eldingen. Het ligt ten noordoosten van Hannover in de driehoek tussen Celle, Wolfsburg en Uelzen, en aan het snijpunt waar de rivieren Lutter, Schmalwasser und Kötelbek samenvloeien. Bargfeld telt ongeveer 150 inwoners.

## Geschiedenis
Bargfeld werd in 1065 voor het eerst in officiële documenten vermeld. 

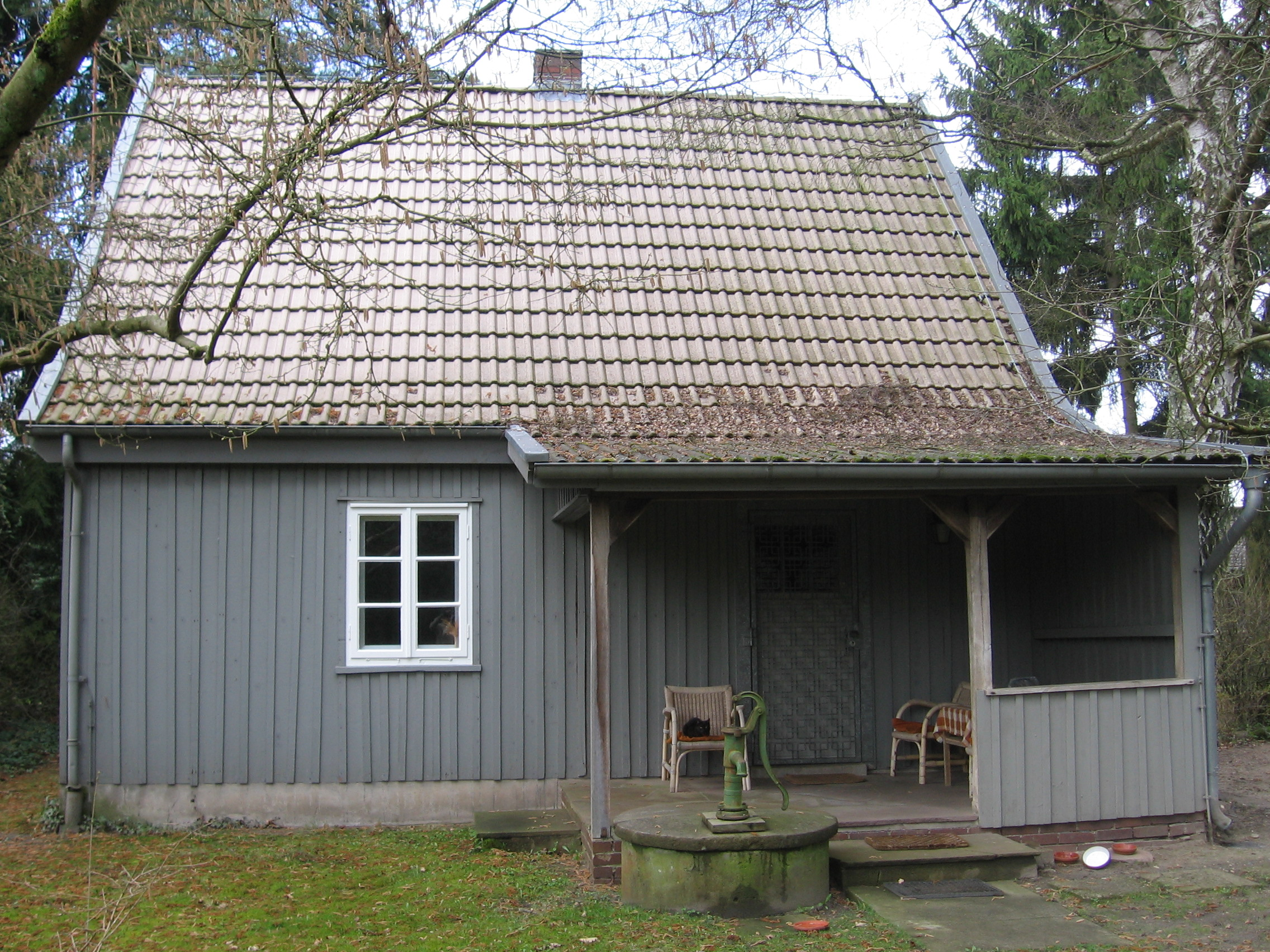
Het woonhuis van Arno Schmidt

Twintig jaar  (1958-1979) woonde en werkte hier de auteur Arno Schmidt met zijn vrouw Alice Murawski. Zijn nalatenschap wordt vandaag de dag behouden door de in Bargfeld gelegen Arno Schmidt Stiftung, die ook een klein museum herbergt.